# Fotini Stefanidi
Fotini Stefanidi (gr. Φωτεινή Στεφανίδη, ur. 15 stycznia 1962 w Atenach) – grecka ilustratorka, malarka i graficzka.

## Życiorys
Urodziła się 15 stycznia 1962 roku w Atenach, w rodzinie artysty Janisa Stefanidisa. W 1986 roku ukończyła malarstwo na Akademii Sztuk Pięknych w Atenach, studiując u profesorów Janisa Moralisa, Dimitrisa Mytarasa i Konstantinosa Xinopulosa. Jej wystawy indywidualne malarstwa i grafiki odbywały się w kraju i za granicą, jej prace prezentowano także podczas międzynarodowych wystaw ilustracji. Zilustrowała ponad 70 publikacji, w tym bajki dla dzieci i poezję. W swych poetyckich ilustracjach buduje atmosferę jak we śnie.
W 2001 roku jej ilustracje do książki To ponemeno aidoni zostały wyróżnione Plakietką podczas Biennale Ilustracji Bratysława, a rok później otrzymała główną nagrodę na triennale ekslibrisu w Belgradzie. Trzykrotnie zdobyła nagrodę graficzną przyznawaną przez Grecką Sekcję Międzynarodowej Izby ds. Książek dla Młodych (1995, 2005, 2011) i trzykrotnie została laureatką greckiej nagrody narodowej w dziedzinie ilustracji (2003, 2007, 2011). Otrzymała również krajową nominację do Nagrody im. Hansa Christiana Andersena (2004) i do Nagrody im. Astrid Lindgren (2008).